# 摂津市駅

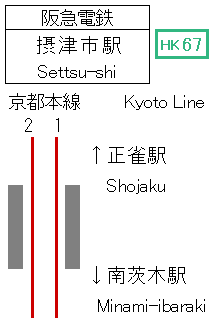
配線図

摂津市駅（せっつしえき）は、大阪府摂津市千里丘東四丁目にある、阪急電鉄京都本線の駅である。駅番号はHK-67。高架化工事を2023年度に着手し、2033年度に工事を完了する予定。

## 概要
摂津市の玄関口となる駅で、2010年（平成22年）に開業した。駅前に立地していた企業の跡地を再開発する「南千里丘まちづくり構想」事業の一環として設置された駅である。
当駅は日本初の「カーボン・ニュートラル・ステーション」であり、「エコで始まる新しい駅」のキャッチフレーズの下、さまざまな環境施策が盛り込まれている。ただし、この駅の特徴である「カーボン・ニュートラル・ステーション」は、その後に開業した同線の西山天王山駅では採用されなかった。
カーボン・ニュートラル・ステーション構想
太陽光発電やパナソニック電工（現パナソニック）のLED照明などの各種省エネルギー設備の導入などにより、当駅に起因する二酸化炭素 (CO2) 排出量を約54%削減し、残りについては排出枠購入などの方法により相殺することにより、名目的とはいえ、CO2排出量をゼロにする予定となっている。さらに、環境問題を考え、当駅で環境メッセージを発信していくため、ホーム側壁に設置される企業広告を環境に関する紹介とするほか、地下通路には当駅の「カーボン・ニュートラル・ステーション」の取り組みと「カーボン・ニュートラル・トレイン 摂津市駅号」のイラストの2つの看板が設置される。ホーム側壁にはこれまで阪急が運行した環境関連のラッピング列車のデザインのテイストを受け継ぎ、「エコで始まる新しい駅」をデザインしたイラストが装飾される。
当駅は普通電車のみの停車であるが、ホームにはLED式の発車案内機が設置されている。さらにホームや地下道などの照明はもとより、自動販売機の商品見本の照明までLED照明化されている。
南千里丘まちづくり構想
当駅のすぐ南側（摂津市南千里丘：当駅の東側ホームもここに所在する）にはかつてダイヘン摂津事業所があったが、2008年（平成20年）1月にその機能を兵庫県神戸市東灘区の六甲アイランドへ移転したため、「南千里丘まちづくり構想」の名で跡地の再開発が行われている。そのため、当駅の開業は再開発着手の第1段階であり、目玉事業でもあった。

## 歴史
市制施行される1966年以前に新駅を求める声があったが、具体的な検討にはいたらなかった。
- 2008年（平成20年）
  - 10月28日：駅名が摂津市駅に正式決定する[5]。
  - 10月：駅建設工事着手。
- 2010年（平成22年）3月14日：開業[9]。阪急電鉄86番目の駅である。
- 2013年（平成25年）12月21日：駅ナンバリングが導入され、使用を開始[10][11]。

## 駅構造
当駅は都市計画道路千里丘三島線（旧・大阪中央環状線）の「産業道路踏切」のすぐ南側で、東海道本線（JR京都線）千里丘駅の南東約500メートルに位置する。相対式ホーム2面2線を有する地上駅、分岐器や絶対信号機を持たないため、停留所に分類される。また午前7時から午後10時まで駅員が配置されている。
トイレは2号線ホームにある。
安全・安心・快適な駅を目指し、開業1年後の2011年（平成23年）4月までに防犯カメラ・多機能インターホン・旅客案内ディスプレイが設置された。

### のりば
| 号線 | 路線      | 方向 | 行先                                 |
| ---- | --------- | ---- | ------------------------------------ |
| 1    | ■京都本線 | 上り | 茨木市・高槻市・京都河原町・嵐山方面 |
| 2    | ■京都本線 | 下り | 淡路・十三・大阪梅田・天下茶屋方面   |

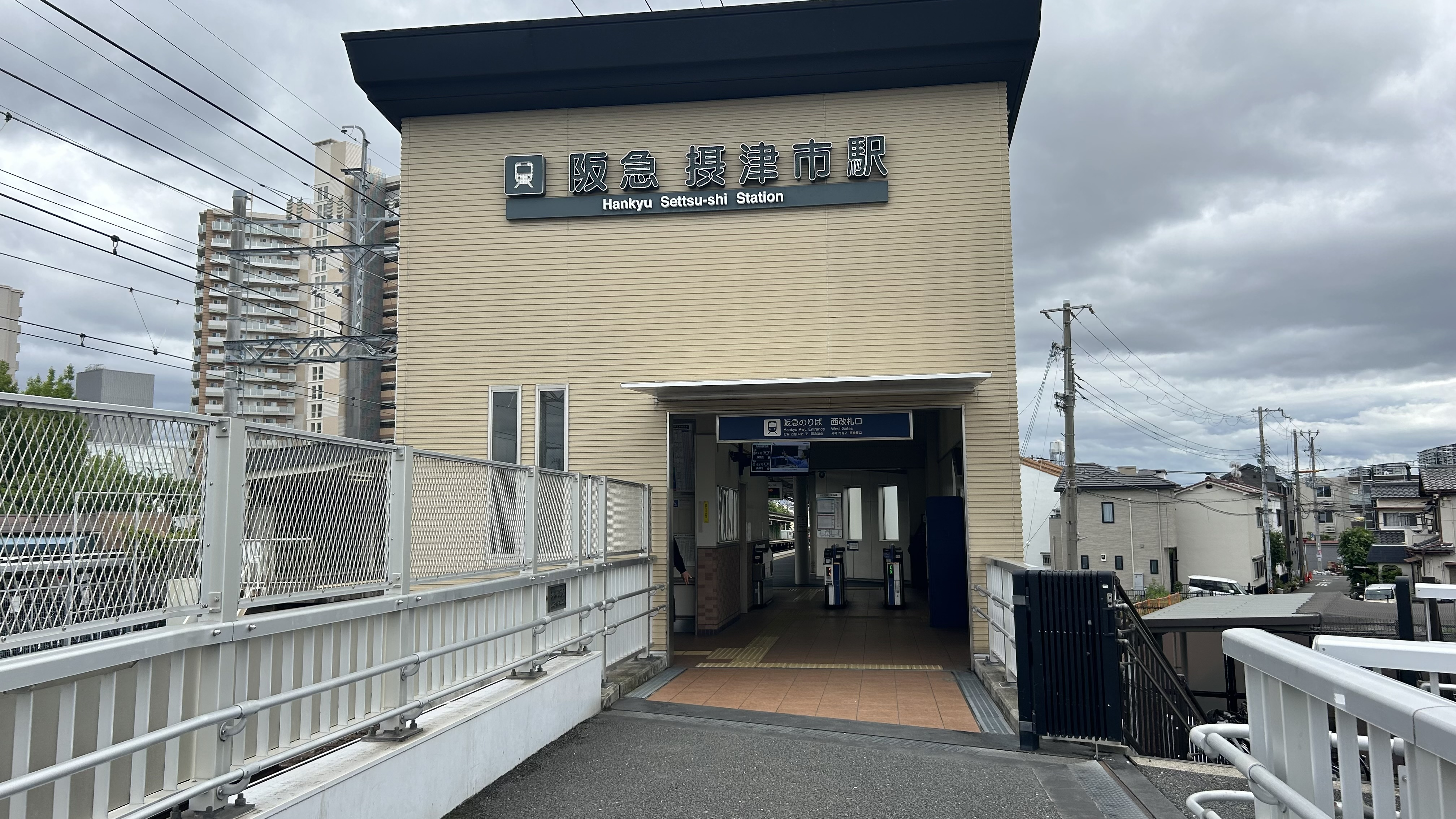
西口（2025年5月）
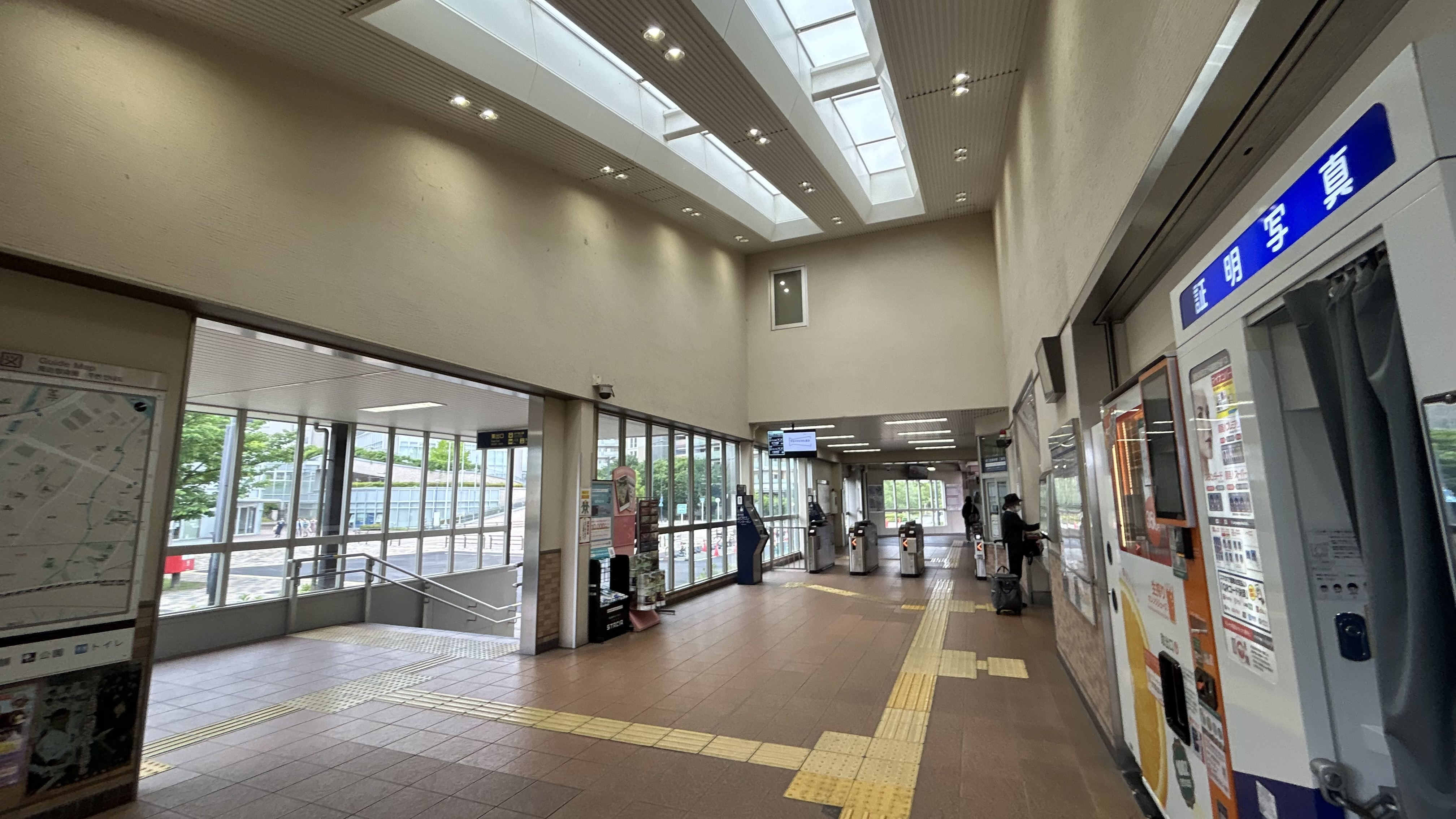
東コンコース（2025年5月）
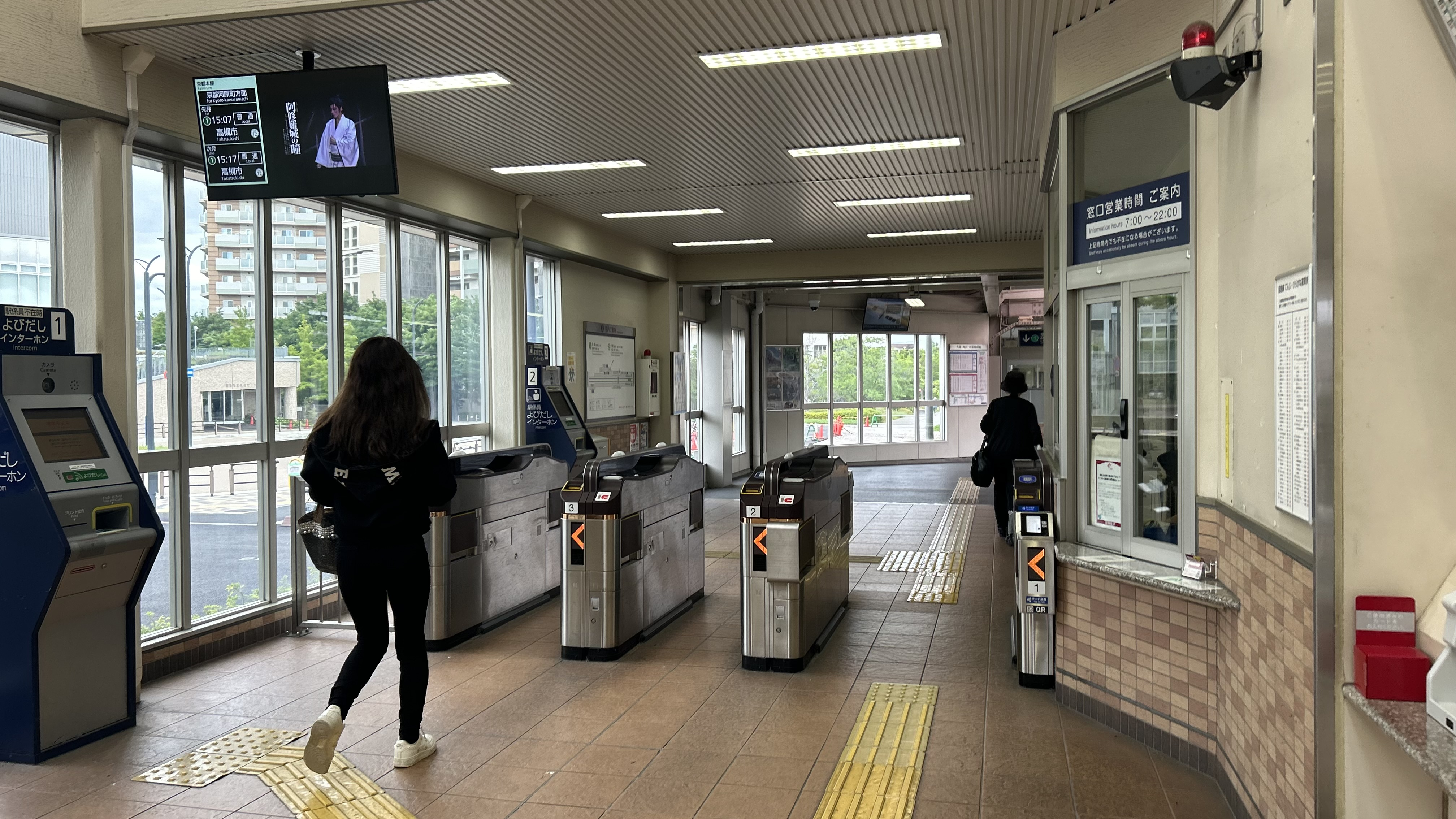
東改札口（2025年5月）
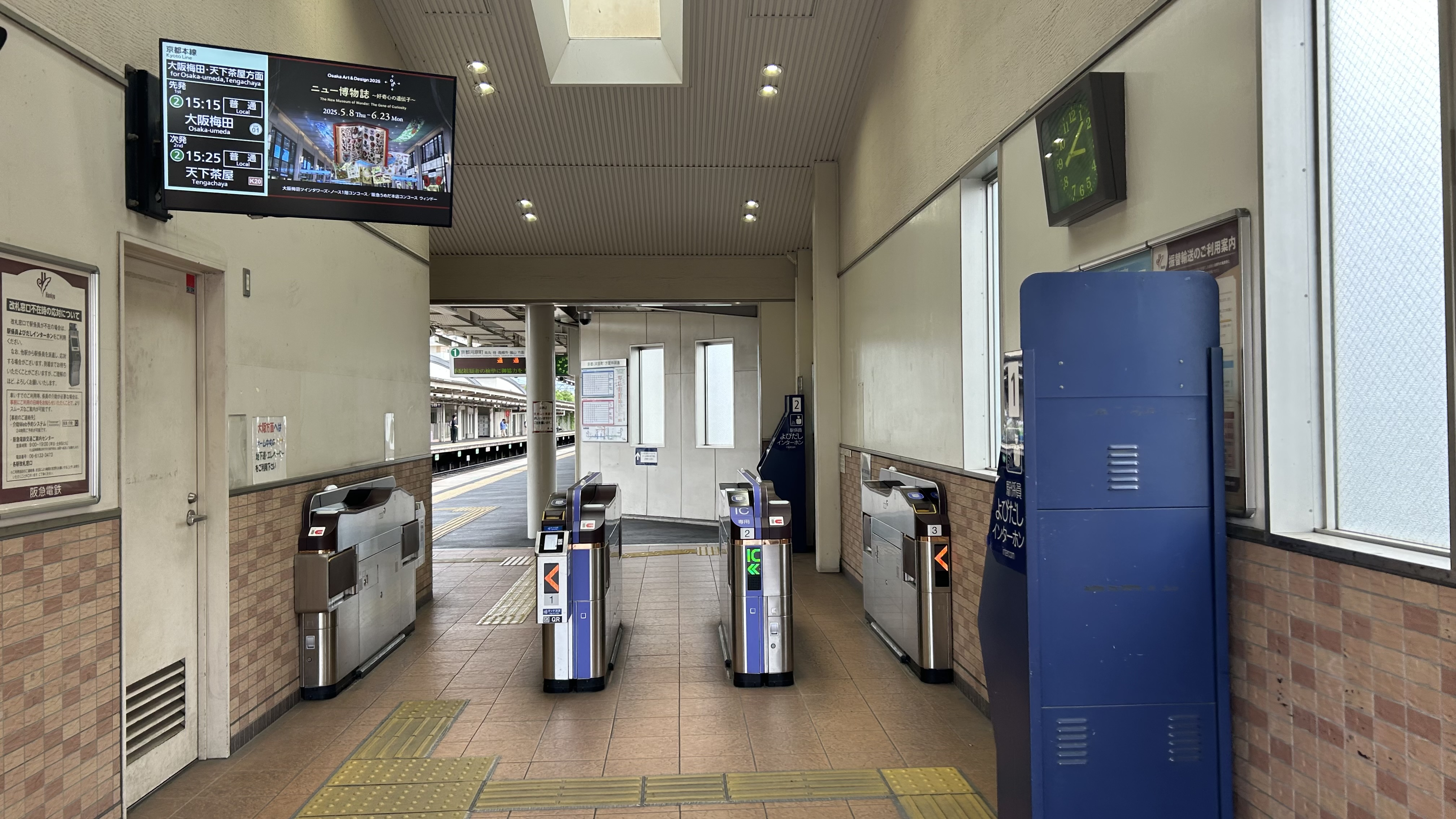
西改札口（2025年5月）
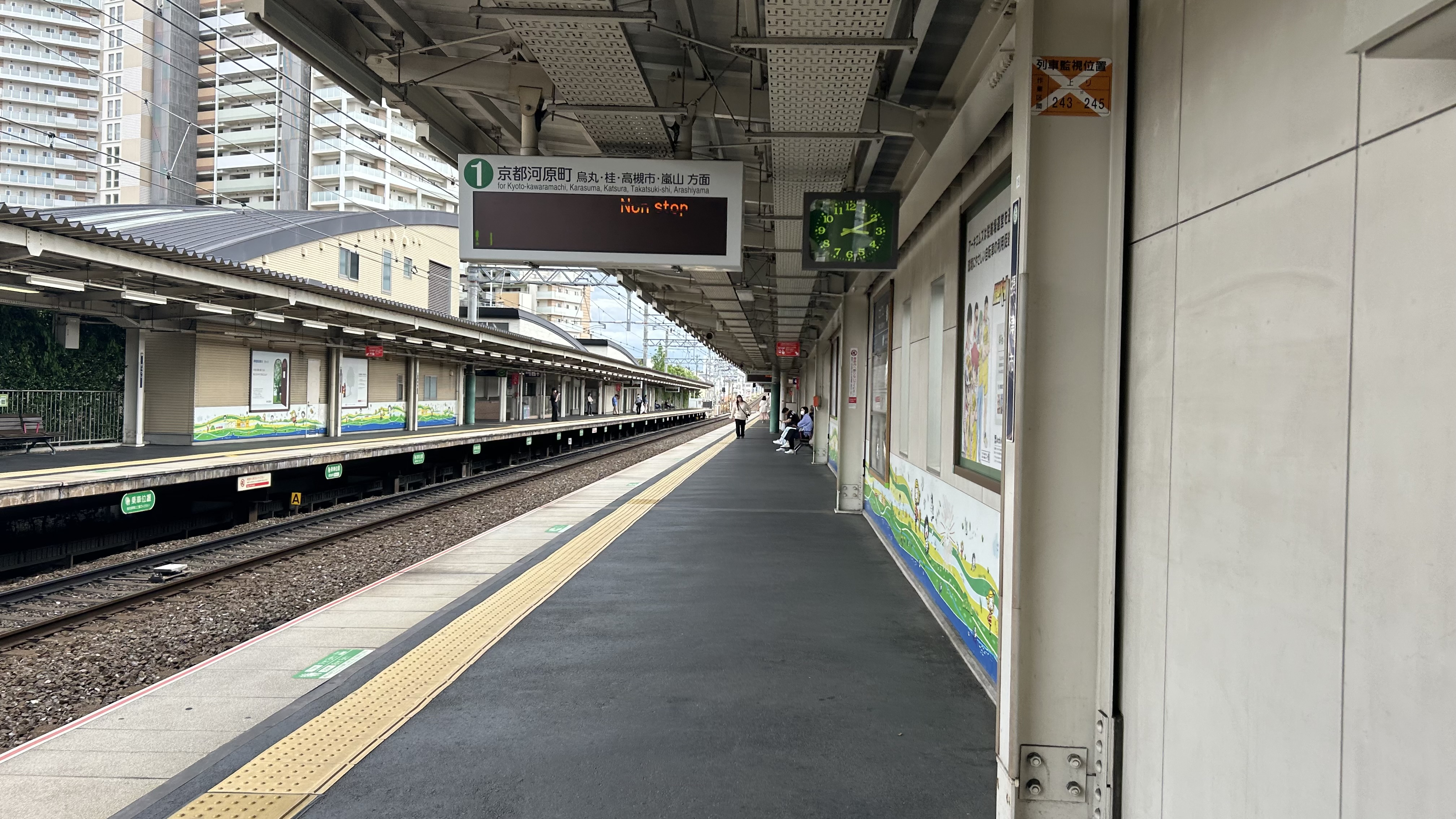
1号線ホーム（2025年5月）
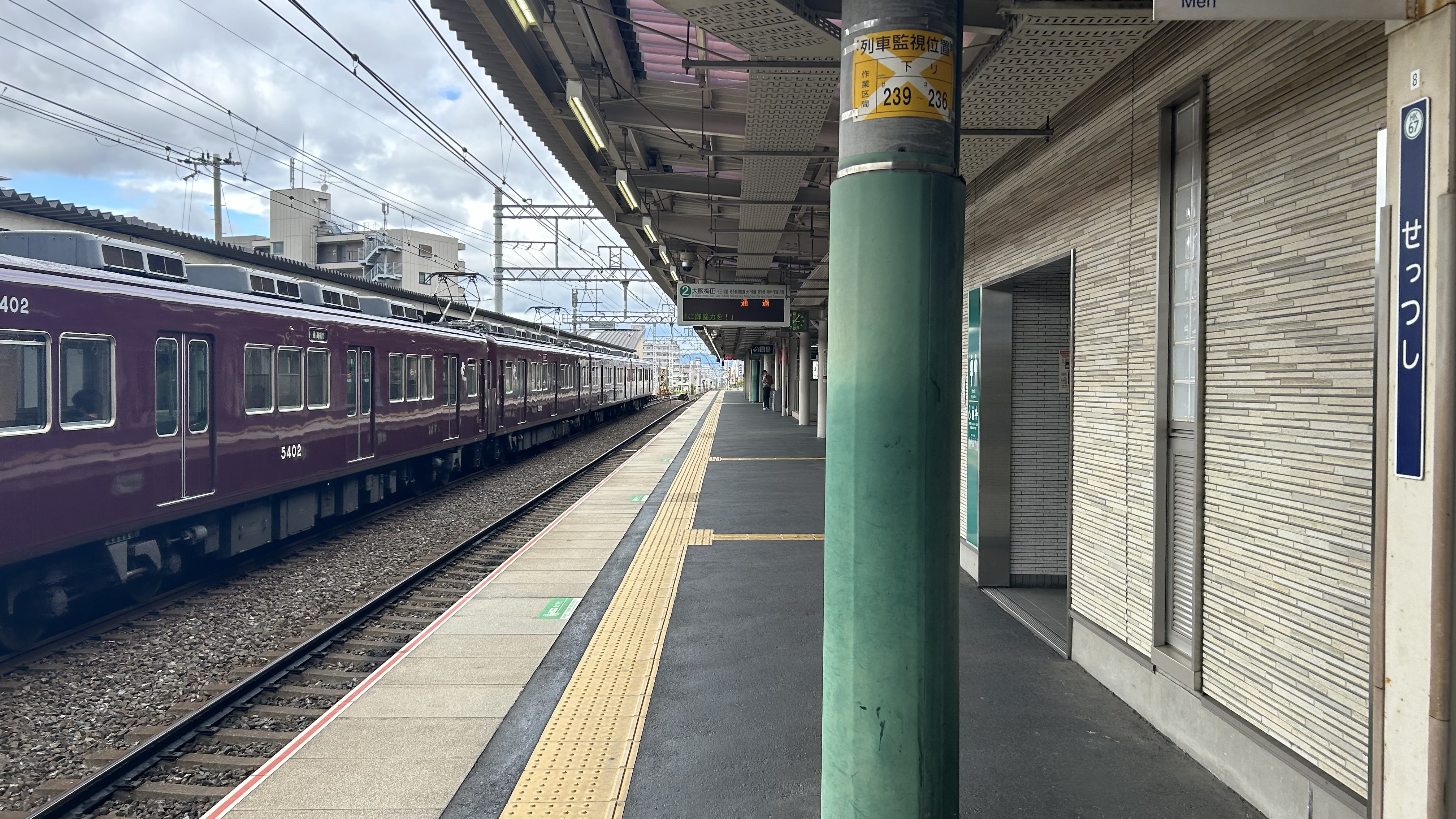
2号線ホーム（2025年5月）
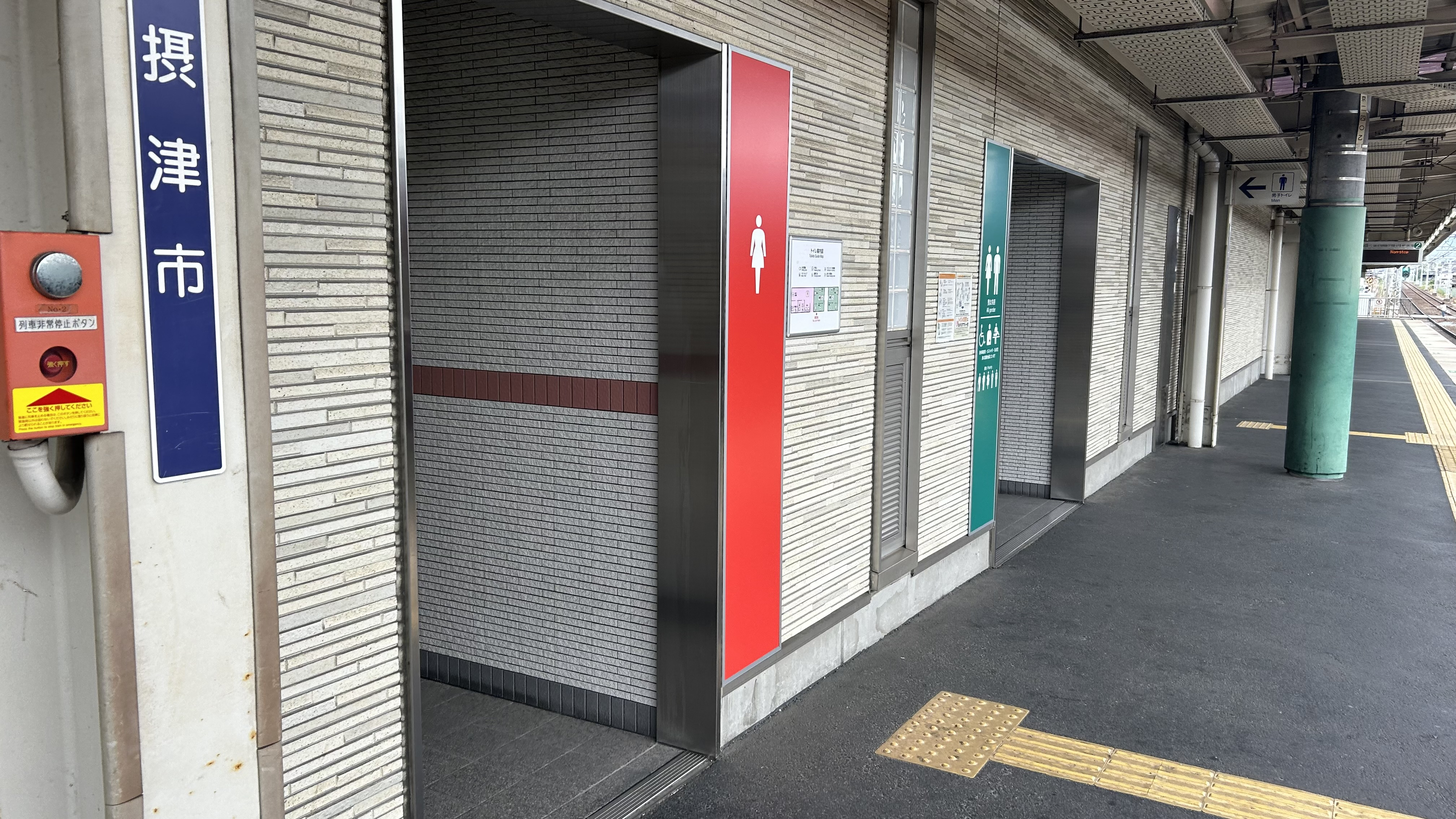
トイレ
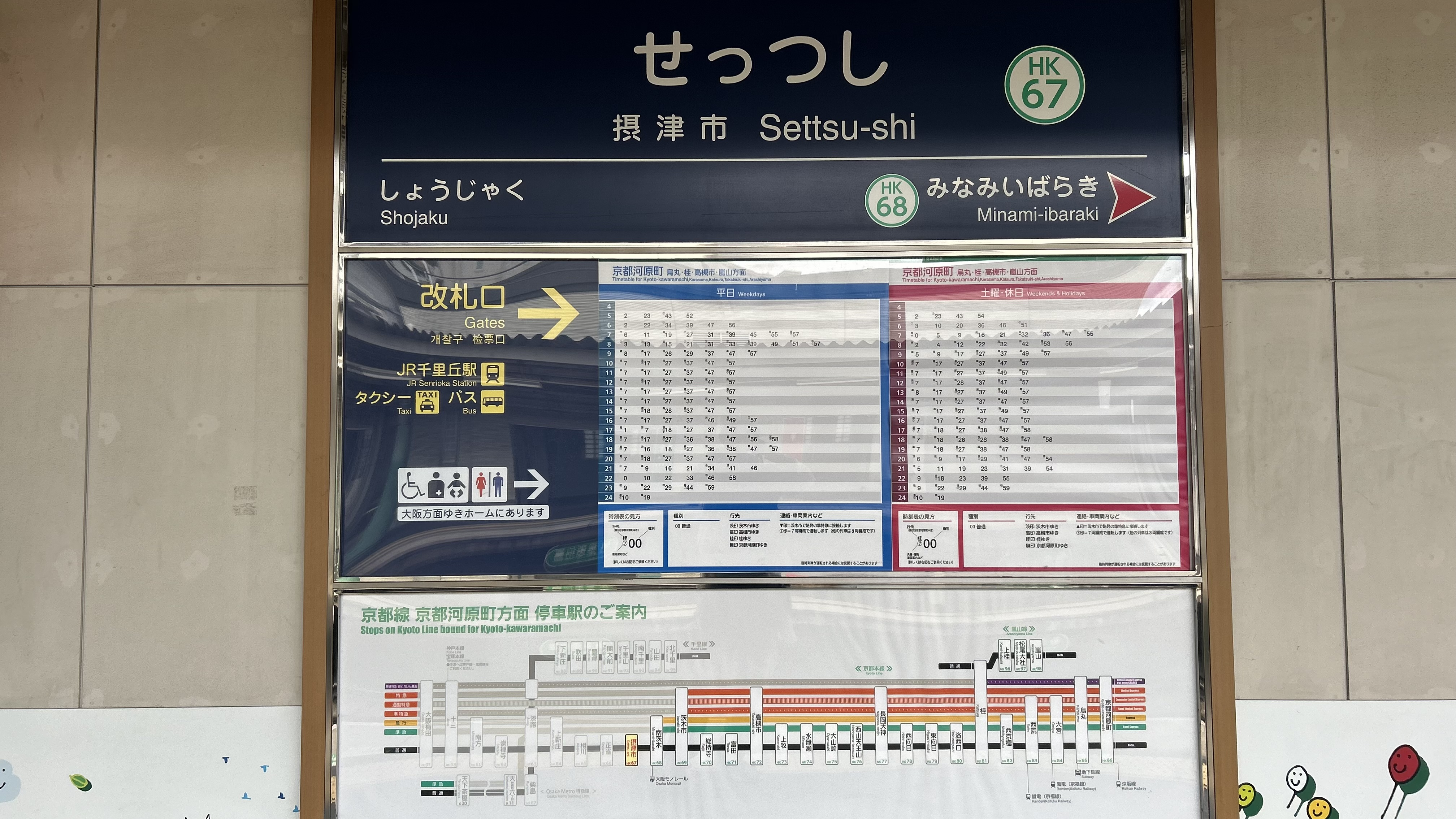
駅名標

## 利用状況
2024年（令和6年）の通年平均における1日平均乗降人員は10,922人である。阪急電鉄全線で64位（63位＝春日野道駅、65位＝中津駅）。

### 年次別利用状況
各年次の乗降人員の推移は下表の通り。
| 年次               | 乗降人員 | 順位 | 出典       |
| ------------------ | -------- | ---- | ---------- |
| 2017年（平成29年） | 11,506   | 64位 | [ 阪急 2 ] |
| 2018年（平成30年） | 11,450   | 64位 | [ 阪急 3 ] |
| 2019年（令和元年） | 11,527   | 64位 | [ 阪急 4 ] |
| 2020年（令和02年） | 9,057    | 63位 | [ 阪急 5 ] |
| 2021年（令和03年） | 9,353    | 63位 | [ 阪急 6 ] |
| 2022年（令和04年） | 10,140   | 63位 | [ 阪急 7 ] |
| 2023年（令和05年） | 10,792   | 63位 | [ 阪急 8 ] |
| 2024年（令和06年） | 10,922   | 64位 | [ 阪急 1 ] |

### 年度別利用状況
各年度の1日あたりの利用状況は下表の通り。特定日の利用者数は大阪府統計年鑑、1日平均利用者数は摂津市統計要覧による。
| 年度               | 特定日   | 特定日   | 特定日   | 1日平均  | 1日平均  | 1日平均  | 出典          | 出典          |
| 年度               | 乗車人員 | 降車人員 | 乗降人員 | 乗車人員 | 降車人員 | 乗降人員 | 大阪府        | 摂津市        |
| ------------------ | -------- | -------- | -------- | -------- | -------- | -------- | ------------- | ------------- |
| 2010年（平成22年） | 3,091    | 3,216    | 6,307    | 3,387    | 3,232    | 6,619    | [ 大阪府 1 ]  | [ 摂津市 1 ]  |
| 2011年（平成23年） | 4,014    | 4,313    | 8,327    | 4,387    | 4,346    | 8,733    | [ 大阪府 2 ]  | [ 摂津市 2 ]  |
| 2012年（平成24年） | 4,636    | 5,087    | 9,723    | 5,096    | 5,128    | 10,224   | [ 大阪府 3 ]  | [ 摂津市 3 ]  |
| 2013年（平成25年） | 4,986    | 5,476    | 10,462   | 5,476    | 5,510    | 10,986   | [ 大阪府 4 ]  | [ 摂津市 4 ]  |
| 2014年（平成26年） | 5,657    | 6,112    | 11,769   | 6,034    | 6,022    | 12,056   | [ 大阪府 5 ]  | [ 摂津市 5 ]  |
| 2015年（平成27年） | 5,961    | 6,401    | 12,362   | 6,517    | 6,438    | 12,955   | [ 大阪府 6 ]  | [ 摂津市 6 ]  |
| 2016年（平成28年） | 6,219    | 6,681    | 12,900   | 6,816    | 6,716    | 13,532   | [ 大阪府 7 ]  | [ 摂津市 7 ]  |
| 2017年（平成29年） | 6,189    | 6,727    | 12,916   | 6,771    | 6,751    | 13,522   | [ 大阪府 8 ]  | [ 摂津市 8 ]  |
| 2018年（平成30年） | 5,924    | 6,579    | 12,503   | 6,694    | 6,602    | 13,296   | [ 大阪府 9 ]  | [ 摂津市 9 ]  |
| 2019年（令和元年） | 6,687    | 6,646    | 13,333   | 6,773    | 6,672    | 13,445   | [ 大阪府 10 ] | [ 摂津市 10 ] |
| 2020年（令和02年） | 5,796    | 5,772    | 11,568   | 5,881    | 5,800    | 11,681   | [ 大阪府 11 ] | [ 摂津市 11 ] |
| 2021年（令和03年） | 6,008    | 6,012    | 12,020   | 6,080    | 6,031    | 12,111   | [ 大阪府 12 ] | [ 摂津市 12 ] |
| 2022年（令和04年） | 6,163    | 6,089    | 12,252   | 6,236    | 6,114    | 12,350   | [ 大阪府 13 ] | [ 摂津市 13 ] |

## 駅周辺
- 大阪府道1号茨木摂津線
- 大阪府道・京都府道14号大阪高槻京都線
- ダイヘン 摂津事業所跡地（南千里丘まちづくり構想用地）
- 大阪府立摂津高等学校
- 星翔高等学校
- 摂津市立第一中学校
- 摂津市立第三中学校
- 摂津市立摂津小学校
- 摂津市立三宅柳田小学校
- 摂津市民文化ホール
- 摂津市立保健センター
- 摂津市立コミュニティプラザ
- 摂津市民体育館
- 摂津市立男女共同参画センター
- 大阪府摂津警察署
- 摂津香露園郵便局
- 摂津千里丘東郵便局
- 摂津郵便局
- 摂津医誠会病院
- 阪急レンタサイクル摂津[12]
- コノミヤ摂津市駅前店
- 東海道本線（JR京都線）千里丘駅

大阪モノレール線摂津駅とは約1キロメートル離れており、乗り換えには適さない（振替輸送先には案内される）。軌道が交差する場所にある南茨木駅がモノレール線開業当初からの乗り換え駅である。

### バス路線
当駅の開業に合わせて、以下の路線が発着するようになった。
阪急バス
- 阪急摂津市駅・1番のりば（駅前ロータリー内）
  - 34系統：JR千里丘駅行／柱本団地行
- 阪急摂津市駅・2番のりば（道路上・北行のみ）
  - 32・33・34・35系統：JR千里丘駅行

近鉄バス
- 阪急摂津市（道路上・北行のみ）
  - 51・52・55番：JR千里丘行

## その他

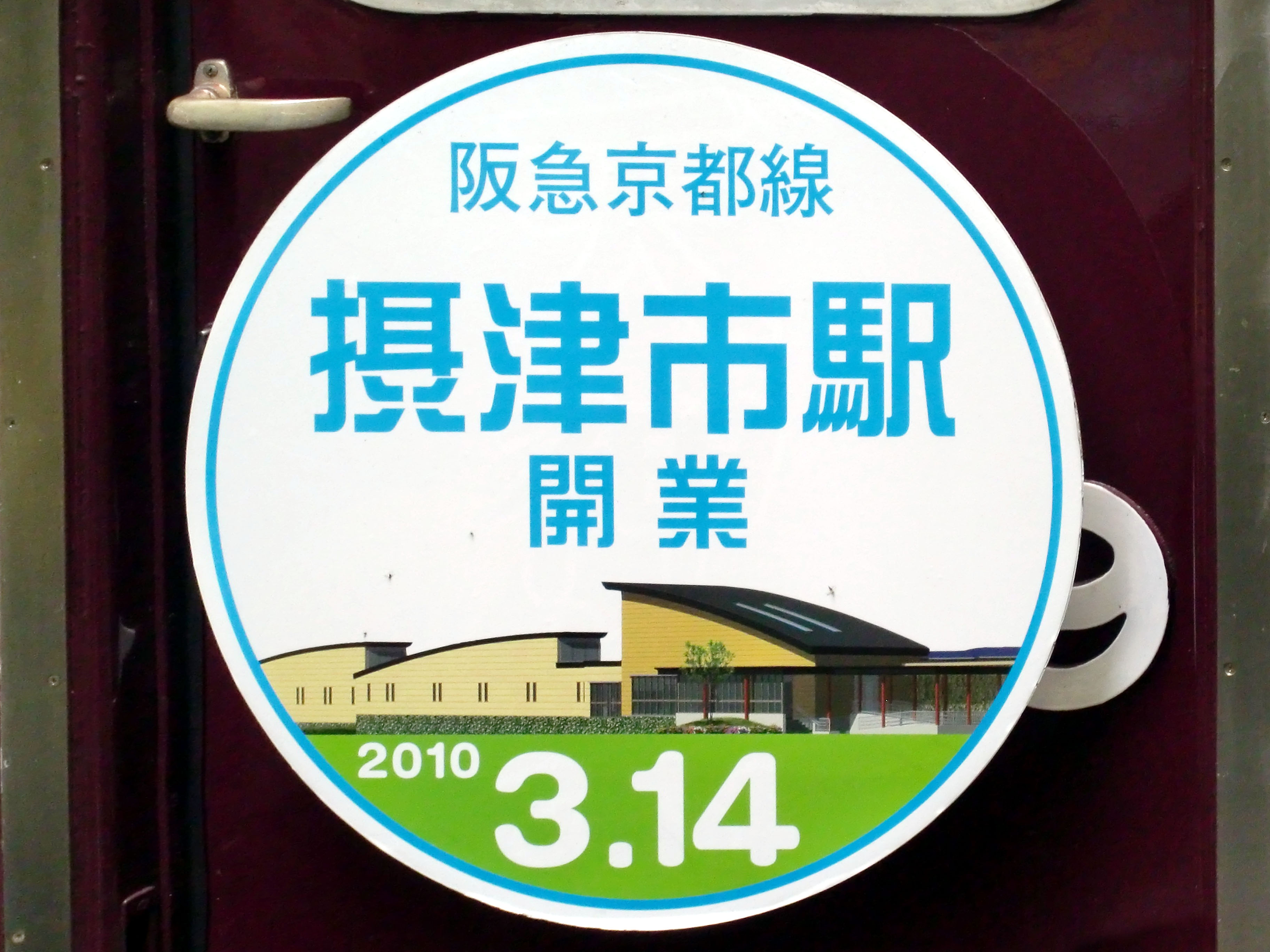
摂津市駅開業ヘッドマーク

- 当駅の開業と合わせて、京都本線で運用している9300系1編成にラッピング装飾と特製ヘッドマークが掲出されるとともに、列車運行に使用する電力を発電する際に生じるCO2を排出枠購入によりオフセットすることで排出量を実質的にゼロにする「カーボン・ニュートラル・トレイン 摂津市駅号」を2010年（平成22年）7月31日まで運行した。なお、車内のポスターも環境に関するものにするとともに、当駅における環境施策の紹介も掲出されていた[13]。その他通常運行の列車にも、当駅の開業を告知するヘッドマークが掲出されたものがある。
- 周辺に路線を持つ阪急バスでは、当駅に乗り入れる吹田摂津線と柱本線において、バイオディーゼルを燃料としたラッピングバス車両1両を平日に運行するとともに、路線バス全車や事務所などでポスターを掲示した[14]。同社では2008年（平成20年）12月に豊中営業所管内でも1両同仕様のバスを導入している。
- 上述の「南千里丘まちづくり構想」の第2弾として、当駅を中心に約2.1kmの区間を高架化する事業が令和5（2023）年度から約10年掛けて行われる予定である[15]。

## 隣の駅
阪急電鉄
■京都本線
■快速特急・■特急・■通勤特急・■準特急・■急行・■準急
通過
■普通
正雀駅 (HK-66) - 摂津市駅 (HK-67) - 南茨木駅 (HK-68)

### 記事本文

### 利用状況
1. ↑  大阪府統計年鑑 - 大阪府
2. ↑  摂津市統計要覧 - 摂津市

阪急電鉄
1. 1 2  駅別乗降人員
2. ↑  阪急電鉄. “駅別乗降人員（2017年 通年平均）”. 2018年9月17日時点のオリジナルよりアーカイブ。2024年8月30日閲覧。
3. ↑  阪急電鉄. “駅別乗車人員（2018年 通年平均）”. 2024年4月29日時点のオリジナルよりアーカイブ。2024年8月30日閲覧。
4. ↑  阪急電鉄. “駅別乗車人員（2019年 通年平均）”. 2024年4月29日時点のオリジナルよりアーカイブ。2024年8月30日閲覧。
5. ↑  阪急電鉄. “駅別乗車人員（2020年 通年平均）”. 2024年4月29日時点のオリジナルよりアーカイブ。2024年8月30日閲覧。
6. ↑  阪急電鉄. “駅別乗車人員（2021年 通年平均）”. 2024年4月29日時点のオリジナルよりアーカイブ。2024年8月30日閲覧。
7. ↑  阪急電鉄. “駅別乗車人員（2022年 通年平均）”. 2024年4月29日時点のオリジナルよりアーカイブ。2024年8月30日閲覧。
8. ↑  “駅別乗降人員2023｜路線・駅”.   阪急電鉄. 2025年6月19日閲覧。

大阪府統計年鑑
1. ↑  大阪府統計年鑑（平成23年） (PDF)
2. ↑  大阪府統計年鑑（平成24年） (PDF)
3. ↑  大阪府統計年鑑（平成25年） (PDF)
4. ↑  大阪府統計年鑑（平成26年） (PDF)
5. ↑  大阪府統計年鑑（平成27年） (PDF)
6. ↑  大阪府統計年鑑（平成28年） (PDF)
7. ↑  大阪府統計年鑑（平成29年） (PDF)
8. ↑  大阪府統計年鑑（平成30年） (PDF)
9. ↑  大阪府統計年鑑（令和元年） (PDF)
10. ↑  大阪府統計年鑑（令和2年） (PDF)
11. ↑  大阪府統計年鑑（令和3年） (PDF)
12. ↑  大阪府統計年鑑（令和4年） (PDF)
13. ↑  大阪府統計年鑑（令和5年） (PDF)

摂津市統計要覧
1. ↑  平成23年版摂津市統計要覧  (Microsoft Excelの.xls)
2. ↑  平成24年版摂津市統計要覧  (Microsoft Excelの.xls)
3. ↑  平成25年版摂津市統計要覧  (Microsoft Excelの.xls)
4. ↑  平成26年版摂津市統計要覧  (Microsoft Excelの.xls)
5. ↑  平成27年版摂津市統計要覧  (Microsoft Excelの.xls)
6. ↑  平成28年版摂津市統計要覧  (Microsoft Excelの.xls)
7. ↑  平成29年版摂津市統計要覧  (Microsoft Excelの.xls)
8. ↑  平成30年版摂津市統計要覧  (Microsoft Excelの.xls)
9. ↑  平成30年度版摂津市統計要覧  (Microsoft Excelの.xls)
10. ↑  令和元年度版摂津市統計要覧  (Microsoft Excelの.xls)
11. ↑  令和2年度版摂津市統計要覧  (Microsoft Excelの.xls)
12. ↑  令和3年度版摂津市統計要覧  (Microsoft Excelの.xls)
13. ↑  令和4年度版摂津市統計要覧  (Microsoft Excelの.xls)